# سيدي أحمد أومبارك
سيدي أحمد أومبارك (باللغات الأمازيغية: سیدی حماد ومبارک) او اداوتغما هي قرية وجماعة قروية تابعة لإقليم الصويرة التابع لجهة مراكش أسفي. بلغ مجموع عدد سكانها حسب إحصاءات 2004 حوالي 6183 نسمة يعيشون في 1146 أسرة.